# Redentora
Redentora is een gemeente in de Braziliaanse deelstaat Rio Grande do Sul. De gemeente telt 10.170 inwoners (schatting 2009).

## Aangrenzende gemeenten
De gemeente grenst aan Braga, Coronel Bicaco, Dois Irmãos das Missões, Erval Seco, Miraguaí en Tenente Portela.